# Yunak (Konya)
Yunak ist eine Stadtgemeinde (Belediye) im gleichnamigen Ilçe (Landkreis) der Provinz Konya in der türkischen Region Zentralanatolien und gleichzeitig ein Stadtbezirk der 1986 gebildeten Büyükşehir belediyesi Konya (Großstadtgemeinde/Metropolprovinz). Seit der Gebietsreform 2013 ist die Gemeinde flächen- und einwohnermäßig identisch mit dem Landkreis. Die im Stadtlogo manifestierte Jahreszahl (1953) dürfte ein Hinweis auf das Jahr der Erhebung zur Stadtgemeinde (Belediye) sein.

## Geografie
Der Landkreis/Stadtbezirk liegt im Nordwesten der Provinz. Er grenzt im Norden an Çeltik und die Provinz Ankara, im Osten an Cihanbeyli, im Südosten an Kadınhanı, im Süden an Ilgın, im Südwesten an Tuzlukçu und im Westen an die Provinz Afyonkarahisar. Durch die Stadt und den Landkreis verläuft die Fernstraße D 695, die Polatlı im Norden mit Manavgat an der Mittelmeerküste verbindet. Nach Norden führt eine Landstraße nach Çeltik, eine weitere nach Westen zur Europastraße 96 bei Emirdağ. Berge im Landkreis sind der Kızıl Tepe (1.122 Meter) und der Çaldağı Tepesi (1.207 Meter) im Nordosten, der Bayatkolu Tepesi (1.766 Meter) im Westen und der Sarıhöyük Tepesi (1.660 Meter) im Süden. Im Norden, nahe der Grenze zu Çeltik, entspringt der Gökpınar Deresi, bildet verschiedene kleine Seen, darunter den Akgöl, und fließt weiter nach Norden, wo er in den Sakarya mündet.

## Verwaltung
Der Landkreis entstand 1953 durch Abspaltung aus dem Kreis Akşehir (Gesetz Nr. 6068). Er bestand (bis) Ende 2012 aus der Kreisstadt und sechs Stadtgemeinden (Belediye: Koçyazı, Kuzören, Piribeyli, Saray, Sülüklü und Turgut) sowie 30 Dörfern (Köy) in drei Bucaks (Merkez, Sülüklü und Turgut). Diese wurden im Rahmen der Verwaltungsreform 2013/2014 in Mahalle (Stadtviertel/Ortsteile) überführt. Die 14 Mahalle der sechs oben genannten Stadtgemeinden wurden jeweils zu einer verschmolzen, die sechs Mahalle der Kreisstadt blieben unverändert erhalten. Durch diese Herabstufung stieg die Zahl der Mahalle auf 42. Ihnen steht ein Muhtar als oberster Beamter vor.
Ende 2020 lebten durchschnittlich 526 Menschen in jeder Mahalle, 1.867 Einw. im bevölkerungsreichsten (Yeni Mah.).